# Amblylakis inermis
Amblylakis inermis är en insektsart som beskrevs av Ludwig Redtenbacher 1891. Amblylakis inermis ingår i släktet Amblylakis och familjen vårtbitare. Inga underarter finns listade i Catalogue of Life.